# Aulonogyrus antipodum
Aulonogyrus antipodum là một loài bọ cánh cứng trong họ van Gyrinidae. Loài này được Fauvel miêu tả khoa học năm 1903.